# ある日どこかで
『ある日どこかで』（あるひどこかで、Somewhere in Time）は、1976年発売のリチャード・マシスンのSF小説（世界幻想文学大賞受賞作）及びそれを原作とする1980年のアメリカ合衆国のSF恋愛映画。監督はヤノット・シュワルツ、出演はクリストファー・リーヴとジェーン・シーモアなど。ユニバーサル・ピクチャーズ製作、カラー（モノラル）、約103分。
「カルト古典」映画としてコアなマニアによって好んで視聴されており、2010年から開催された「午前十時の映画祭 何度見てもすごい50本 第一回･第二回」にも選ばれているように、公開から40年以上を過ぎても熱烈なファンが多い。

## ストーリー
1972年、ミルフィールド大学。脚本家志望のリチャード・コリアーの処女作上演後のパーティー会場に、成功を喜ぶ彼を会場の隅から見ている上品な老女がいた。彼女はリチャードに歩み寄り、「（私の所へ）帰ってきて」という不思議な言葉と共に懐中時計を手渡し去っていった。周りの皆は誰一人として彼女が何者なのか知っている者はいなかった。彼女はグランドホテルの自室に戻り、リチャードの書いた脚本を胸に抱いて思い出の曲を聴きながら、その夜静かに息を引き取った。
8年後の1980年、脚本家となったリチャードのオフィスには、彼の大好きな曲が流れていた。仕事も私生活も行き詰まっていた彼は、原稿を求めに来る編集者から逃げるように、車で旅に出た。そしてドライブの途中で通りかかったグランド・ホテルに、引き寄せられたかのように宿泊した。レストランのオープン前に立ち寄ったホテル内の歴史資料室で、リチャードは背中に熱い視線を感じた。振り返ってみると、そこには若く美しい女性の写真が掛かっていた。しかし、名札は外されていた。ホテルの老ボーイのアーサーに尋ねると、彼女はそのホテル内の劇場で公演をした女優であることを知る。
その時から、リチャードは彼女のことが頭から離れなくなり夜も寝つけなかった。そして彼女についての調査に没頭し、写真の主は1912年当時、人気のあった女優エリーズ・マッケナであり、1912年以降活動しなくなったことを知る。また、彼女のメイドだったローラに話を聞きに行ったさいに、彼女が1972年の夜に亡くなったことも知る。彼はさらに調査を進めていくが、彼女の愛読書がリチャードの哲学教師の著書である『時の流れを超えて』であることに驚き、ここで「帰ってきて」の意味を知り、さらにホテルの過去の宿泊名簿から自分が1912年に時間旅行している事実を見付け出す。リチャードは時間旅行を研究するフィニー教授に相談し、「現代の所持品を捨て、行きたい時代の品物を身に付けて催眠術をかける」という方法を聞き出し、1912年の衣服・硬貨を身に付け、ホテルの一室で自分に催眠術をかける。
目を覚ますと、リチャードは1912年に時間旅行していた。彼はホテル中を探し回り、ホテルの側の湖畔で佇むエリーズを見付け出し彼女に接触するが、マネージャーのロビンソンに追い返されてしまう。リチャードはロビンソンに追い返されながらもエリーズと接触を繰り返し、彼女は次第にリチャードに惹かれていく。エリーズはリチャードを公演に誘い、舞台で台本を無視した台詞を言い始める。その言葉はリチャードに向けた愛の告白であり、リチャードは彼女の気持ちを確信するが、その直後にロビンソンに呼び出される。ロビンソンは、自分がエリーズの才能を見出し、世紀の大女優にするために人生を捧げてきたことを告げると同時に、リチャードに対して彼女に近付かないように警告する。リチャードはその場を立ち去ろうとするが、ロビンソンの部下に殴られて気絶してしまう。翌朝、馬小屋で目覚めたリチャードはエリーズを探すが、既に公演の役者たちはホテルを出て行ったことを知りショックを受ける。エントランスで立ち尽くすリチャードは、役者たちと別れてホテルに戻ったエリーズと再会し、互いの気持ちを確かめ合う。
エリーズは女優を引退してリチャードとの暮らしを満喫し、結婚後は彼の書いた脚本で女優に復帰することを夢見ていた。リチャードも彼女と人生を共に生きることを考えていたが、衣服のポケットから不意に取り出した硬貨が1979年製造の物だったため、リチャードは1980年に引き戻されてしまう。リチャードは再び1912年に戻ろうと催眠術をかけるが、二度と時間旅行することは出来ず、ショックを受けた彼はホテルの部屋に籠り食事をとらなくなってしまう。数日後、異変に気付いたアーサーが部屋に入り、憔悴し切ったリチャードを発見する。アーサーが医者を呼ぶ中、リチャードは薄れゆく意識の中でエリーズと再会する。

## キャスト
| 役名                      | 俳優                      | 日本語吹替        | 日本語吹替 | 日本語吹替                                     |
| 役名                      | 俳優                      | ソフト版          | VOD版      | BSテレ東版                                     |
| ------------------------- | ------------------------- | ----------------- | ---------- | ---------------------------------------------- |
| リチャード・コリアー      | クリストファー・リーヴ    | 寺杣昌紀          | 星野貴紀   | ささきいさお                                   |
| エリーズ・マッケナ        | ジェーン・シーモア        | 田中敦子          | 恒松あゆみ | 甲斐田裕子                                     |
| ウィリアム・F・ロビンソン | クリストファー・プラマー  | 有本欽隆          | 山岸治雄   | 羽佐間道夫                                     |
| ローラ・ロバーツ          | テレサ・ライト            | 鳳芳野            |            | 定岡小百合                                     |
| アーサー                  | ビル・アーウィン          | 松岡文雄          | 西村知道   | 茶風林                                         |
| フィニー教授              | ゲオルク・ヴォスコヴェク  | 小山武宏          | 浦山迅     | 浦山迅                                         |
| 晩年のエリーズ            | スーザン・フレンチ        |                   |            |                                                |
| ビールズ（アーサーの父）  | ジョン・アルビン          | 塚田正昭          | 浦山迅     | 佐々木梅治                                     |
| ジュヌビエーブ            | エドラ・ゲイル            |                   |            | 水野ゆふ                                       |
| モード                    | ヴィクトリア・マイケルズ  | 山口眞弓          |            | 棟方真梨子                                     |
| ロロ                      | ウィリアム・P・オヘイガン | 伊藤和晃          |            | 斎藤寛仁                                       |
| 支配人                    | デビッド・ハル            | 樫井笙人          |            | 樫井笙人                                       |
| マリー                    | モード・ストランド        |                   |            | 葛城七穂                                       |
| ボーンズ                  | ブルース・ジャーコウ      |                   |            | 菊池康弘                                       |
| シェリー                  | オードリー・ベネット      | 浅井清己          |            | 桃江トウコ                                     |
| アシ・マネ                |                           | 加藤亮夫          |            |                                                |
| ステ・マネ                | ハル・フランク            | 田中完            |            |                                                |
| ドナ                      |                           | 田村真紀          |            |                                                |
| エリナ                    |                           | よのひかり        |            |                                                |
| アビゲイル                |                           |                   |            | 森なな子                                       |
| ピーター                  |                           |                   |            | 魚建                                           |
| キャム                    |                           |                   |            | 古木海帆                                       |
| 演出家                    |                           |                   |            | ふくまつ進紗                                   |
| 司書                      |                           |                   |            | 小林さとみ                                     |
| フロント係                |                           |                   |            | 岡本幸輔                                       |
| 給仕長                    |                           |                   |            | 田所陽向                                       |
| 舞台監督                  |                           |                   |            | 露木徳幸                                       |
| その他                    |                           | 鳥畑洋人 船木真人 |            |                                                |
| 日本語版制作スタッフ      |                           |                   |            |                                                |
| 演出                      |                           | 神尾千春          |            | 高橋剛                                         |
| 翻訳                      |                           | 中村久世          |            | 田尾友美                                       |
| 制作                      |                           | ACクリエイト      |            | BSテレビ東京 HALF H・P STUDIO                  |
| 初回放送                  |                           |                   |            | 2021年2月10日 『シネマクラッシュ』 19:55-21:54 |

## 製作

### 企画
原作者のリチャード・マシスンは、バージニア州のある劇場で見かけたポスターに出ていた、20世紀初頭の女優モード・アダムズ（Maude Adams。名前の似た1945年生まれのスウェーデンの女優とは別人）に心惹かれ、彼女について調査を続け、1975年に自分の経験を投影したロマンティック・ファンタジー小説『ある日どこかで"Bid Time Return"』（創元推理文庫）を発表した。これは翌年の世界幻想文学大賞を受賞している。
プロデューサーのサイモンはこの原作を気に入り、（スティーヴン・スピルバーグと同期で1967年にユニバーサル映画社に所属し、テレビや映画の監督として活躍していた）監督のヤノット・シュワルツに映画化の話を持ちかけた。シュワルツはスピルバーグとともにユニバーサル映画社の幻想テレビドラマ・シリーズ『四次元への招待"The Night Gallery"』を担当していて、そこでマシスンの原作＆脚本のエピソードを監督していた。それがきっかけで、シュワルツに注目していたマシスンが『ある日どこかで』の監督候補に推したといわれている。
シュワルツは、シェイクスピアの一節を引用した原題"Bid Time Return"も悪くはないが、古臭い感じがするので、観客が歓迎しそうな"Somewhere in Time"という題名を提案した。上層部は非商業的でヒットしそうにないという見解を出し予算は半減されたものの、「それでも作りたい」というスタッフ・キャストが集まり、映画は完成した。

### 演出
リチャードが振り向いて目にするエリーズの写真は、どこから見ても彼女の視線が自分を見ているように工夫して撮影された。しかも、この写真には幕が掛けられ、リチャード役のクリスも撮影まで隠されていたため、実際の撮影時に振り返ってみた瞬間に本当に初めて見たため情感のこもった演技となった。これは監督が仕組んだ演出だった。
劇中で使用される楽曲は、原作ではグスタフ・マーラー作曲の「交響曲第9番ニ長調」や「交響曲第10番嬰ヘ長調」であったが、シュワルツが小品であるこの映画にマーラーは相応しくないと考え、ジョン・バリーの提案により、セルゲイ・ラフマニノフ作曲の「パガニーニの主題による狂詩曲」に変更されたという。　パガニーニの主題による狂詩曲の作曲は1934年であり、この曲を聴いたエリーズがリチャードが未来から来たと悟ったことが暗示されている。なお、冒頭のリチャードのオフィスでのシーンでは、レコードプレーヤーのそばにウィン・モリス指揮の交響曲第10番のＬＰ（ジャケット全面に大きく10番を表す「Ｘ」の文字がある）が置かれている。原作者に対する敬意か、あるいは本シーンの撮影時には第10番を使用することになっていたかも知れない。実際、マシスンは「私は『ある日どこかで』にマーラーを使ってほしかったんだ。・・・彼（シュワルツのこと）は撮影中にそのカセットテープも流していた。」と話している。マーラーの他の交響曲は1912年以前に公表されているが、未完の第10番だけは彼の死後1924年まで公表されていなかったので、映画の設定としても自然である。
原作者マシスンは、1912年のシーンでホテルの宿泊客役でカメオ出演している。

### 影響
時間旅行に関する研究者として「フィニー教授」が登場するが、マシスンが、タイムトラベルものを得意としていた先達のSF作家ジャック・フィニイ（長篇『ふりだしに戻る』短篇「ゲイルズバーグの春を愛す」「愛の手紙」「第二のチャンス」「レベル3」など時間旅行ものが多い）に敬意を表したためであるといわれている。エリーズ・マッケナは、20世紀初頭の女優モード・アダムズに由来しており、映画の中でも"モード"と言う女優が登場する。

## 撮影フィルム
映画『ある日どこかで』は、現在の部分をコダック、過去の部分を富士フイルム（フジ）と、フィルムを使い分けて撮影された。これは、フィルムの色彩的質感の違いによる演出効果を意図したものである。当時のフジは淡い色合いであった。
撮影に使用されたフジのフィルムは、「 映画用35mmフジカラーネガティブフィルムA(エース)タイプ8517 」と推測される。

## 撮影ロケ地
映画『ある日どこかで』の撮影は、1979年5月から8月の間の10週間に行われ、そのほとんどが、アメリカ合衆国ミシガン州、ヒューロン湖のマキノー島内でのロケである。撮影中のスタッフとキャストは、島内で廃舎となっていた施設に宿泊し、寄宿生活を行った。
映画に登場するグランドホテルは、マキノー島に実在する。グランドホテルは、1887年に開業されたリゾートホテルで、木造の建物である。冬季は、閉鎖される。
島内は、自動車の通行が原則禁止されていて、交通手段は、馬車、あるいは自転車、または徒歩であり、19世紀の雰囲気が残されている。撮影機材の移動には、馬車を使い、スタッフ、キャストは、自転車を利用した。なお、撮影のため、自動車の使用が、一台、許可された。撮影中も、グランドホテルは通常の営業を続け、宿泊客がエキストラとしてロケに協力した。その期間中のホテルの客室稼働率は85〜90パーセントであった。
1980年10月3日の映画公開に先立ち、9月17･18･19日に、グランドホテルで試写会が行われた。
グランドホテルでは、毎年、『ある日どこかで』を記念したイベント、「Somewhere in Time Weekend」を開催している。2025年は10月3日〜10月5日に、このイベントの 35 周年、映画「Somewhere in Time」の 45 周年、原作となった小説「Bid Time Return」の 50 周年という3 つの節目を祝う予定である。

## 評価・反響
アメリカでの試写段階では好評を得ていたが、実際に封切られると評論家の酷評の影響もあってか興行収入は伸び悩んだ。皮肉にも興行終了後、ケーブルテレビやビデオによって次第に支持を集め、少しずつ誠実に応援するファンが増えた。日本においても同様な状態で一部地域では人気を博したが、全国的なヒット作にはならなかった。
主役「リチャード・コリアー」を演じたクリストファー・リーヴの落馬事故・後遺症での車椅子生活、そして逝去により、彼のファンもこの映画に関心を持ち始めた。
熱烈なファンであったビル・シェパードが呼びかけてINSITE（The International Network of Somewhere In Time Enthusiasts）というファンクラブを設立し、公式ホームページを運用している。そのサイトの中では、SIT（Somewhere in Timeの略）のグッズも販売している。またグランド･ホテルで毎年コンベンションが開催され上映会を行っている。
日本では、2010年2月6日より開催された「第一回 午前十時の映画祭」(主催:映画演劇文化協会)の上映作品50本の中に、『ある日どこかで』は選ばれている。この50本は、1940年より1994年まで公開された映画の名作である。翌2011年2月5日から開催された「第二回 午前十時の映画祭」でも、「Series1 赤の50本」で、引き続き上映された。
Rotten Tomatoesによれば、18件の評論のうち高評価は61%にあたる11件で、平均点は10点満点中6点となっている。
Metacriticによれば、7件の評論のうち、高評価は2件、賛否混在は2件、低評価は3件で、平均点は100点満点中29点となっている。
原田知世主演のSF恋愛映画『時をかける少女』を制作する際、監督の大林宣彦は音楽監督の松任谷正隆にイメージを伝えるため、本作のビデオを観るよう勧めたという。

## 賞歴
- 1980年第8回サターン賞
  - 衣装デザイン賞受賞 en:Jean-Pierre Dorleac
  - 音楽賞受賞 ジョン・バリー
  - ファンタジー映画賞受賞
- アカデミー衣裳デザイン賞ノミネート（コスチュームデザイナー：Jean-Pierre Dorleac）

## 舞台

### 演劇
日本では、1993年に吉川徹の演出、主演は堤真一で舞台化された。
その他、床島佳子、上杉祥三、犬塚弘、仁科有理、新井康弘らが出演した。
シアターコクーンにて、日本初上演。

### 宝塚歌劇
日本の宝塚歌劇団が、1995年に舞台化している。バウ・ミュージカル・ファンタジー『ある日どこかで-SOMEWHERE IN TIME-』（2幕）のタイトル、月組で、天海祐希(リチャード)･麻乃佳世(エリーズ)の配役、宝塚バウホール(1995年10月14日-10月29日)、日本青年館大ホール(1995年11月2日-11月9日)、にて公演された。

### ミュージカル
米国、オレゴン州（Oregon）、ポートランド市（Portland）の、ポートランドセンターステージ（Portland Center Stage）にて、『 Somewhere in Time 』の新作ミュージカルが、2013年5月28日より6月30日までの期間、公演された。